# Nothing but the Truth (película estadounidense)
Nothing but the Truth es una película dramática del 2008 escrita y dirigida por Rod Lurie. Según los comentarios hechos por Lurie en The Truth Hurts, un bonus en el lanzamiento en DVD, su inspiración para el guion fue el caso de la periodista Judith Miller, quien en julio del 2005 fue encarcelada por desacato al tribunal al negarse a testificar ante federales por investigar una fuga de nombre de Valerie Palme como una agente encubierta de la CIA, pero esto no era más que un punto de partida para lo que es ante todo una historia de ficción. En una entrevista en abril de 2009, Lurie subrayó: «Debería decir que la película es acerca de ninguna de estas mujeres aunque sin duda sus historias como se informó en la prensa fue en la creación de sus personajes y la situación en que se encontraban».
La película se estrenó en el Festival Internacional de Cine de Toronto el 8 de septiembre de 2008. Fue programada para estar en Nueva York y Los Ángeles el 19 de diciembre, pero debido a que el distribuidor Yari Film Group Releasing se acogió al Capítulo 11, nunca se le dio un lanzamiento al cine.

## Trama
Rachel Armstorng (Kate Beckinsale) es una ambiciosa reportera del Capital Sun-Times. Cuando descubre que una madre futbolera llamada Erica Van Doren (Vera Farmiga) está trabajando como una agente encubierta para la CIA y recientemente regresó de Venezuela, donde ella estaba investigando un intento de asesinato al Presidente de los Estados Unidos, se enfrenta a ella y le solicita confirmación.
Erica se niega a cooperar, pero Rachel no tiene dudas sobre la veracidad del informe, y su historia se convierte en noticia de primera plana con el apoyo de la editora Bonnie Benjamin (Angela Bassett) y Avril Aaronson (Noah Wyle), quien se desempeña como el consejero legal del periódico.
Debido a que revelar la identidad de un agente secreto es un delito de traición y debido a que el individuo que le filtró la información a Rachel es una amenaza potencial a la seguridad nacional, el fiscal federal Patton Dubois (Matt Dillon) convoca a un jurado de acusación y exige saber quien es la fuente, información que ella se niega a divulgar. El abogado de alto perfil Albert Burnside (Alan Alda), contratado por el periódico para defender a Rachel, tiene una amistad personal con el Juez lo que facilitará las cosas y se sorprende cuando su cliente es encarcelada por desacato al tribunal. 
Los días se convierten en semanas, y luego meses, pero Rachel defiende con firmeza el principio de confidencialidad, una posición que eventualmente la aleja de su esposo Ray (David Schwimmer), aleja a su joven hijo Timmy (Preston Bailey), y le cuesta a su periódico cientos de dólares en multas y honorarios de abogados. Ella queda afectada cuando un miembro asesina a Van Doren en su entrada, ya que él percibe que el informe de Van Doren en Venezuela parece ser antipatriota, pero ella permanece en silencio. 
Finalmente, el juez decide liberarla de la cárcel, ya que está convencido de que ella nunca revelará la fuente, y, por lo tanto, no puede ser presionada por el encarcelamiento continuo. En el día que es liberada, Dubois tiene al Cuerpo de Alguaciles de Estados Unidos para arrestarla por obstrucción a la justicia y la convence en tomar un acuerdo para tener una sentencia corta en lugar de ir a juicio. Ella se pone de acuerdo en pasar dos años en prisión, con la posibilidad de libertad condicional temprana por buena conducta.

## Producción
Floyd Abrams había abogado por The New York Times y Judith Miller en la investigación del jurado del informe acerca de Valerie Plame, y fue contratado como asesor en la película por el guionista/director Rod Lurie, quien estaba tan impresionado con su comportamiento, que eligió a Abrams como actor para representar al juez Hall.
La película se rodó en Memphis, Tennessee.

## Elenco
- Kate Beckinsale: Rachel Armstrong
- Matt Dillon: Patton Dubois
- Alan Alda: Albert Burnside
- Vera Farmiga: Erica Van Doren
- Angela Bassett: Bonnie Benjamin
- David Schwimmer: Ray Armstrong
- Noah Wyle: Avril Aaronson
- Floyd Abrams: Juez Hall
- Preston Bailey: Timmy Armstrong
- Rod Lurie: Periodista

## Críticas
Aunque la película nunca se inauguró oficialmente, varios críticos que la han visto en proyecciones de antelación, publicaron sus críticas. Manhola Dargis de The New York Times pensó que era «una película confusa... con mezclas de tramas familiares... con algunas tonterías graves, la mayoría incluyen a las dos mujeres distraídas de sus vidas en las casas... Eso es demasiado malo para todo tipo de razones, incluyendo ésta: las actrices son demasiado buenas, ambas juntas e individualmente. Es un placer verlas pelearse entre sí, particularmente Farmiga, que llena su tamaño 0 con arrogancia machista. A pesar de un comienzo incierto, Beckinsale finalmente se mira en la parte de la acosada y demacrada, aunque en gran medida por no usar cualquier maquillaje».
En Los Angeles Times, Sam Adams observó que la película «no es tanto arrancada de los titulares tanto como pegada a ellos, utilizando trozos tan pequeños que sus orígenes son indiscernibles. La inspiración obvia para la historia de una reportera de periódicos quien es encarcelada por negarse a revelar su fuente en el asunto de Valerie Plame, y por un momento los detalles coinciden... Pero desde allí, Lurie escinde en la invención como Law & Order sobre el plazo, revolviendo los problemas tan a fondo que no es claro sí en todo caso, la película tiene intención de tener dirección».
Peter Travers de Rolling Stone puntuó a la película tres de cuatro estrellas y comentó: «Lurie es un experto en saltar sorpresas y sacar lo mejor de un elenco de primer nivel. Beckinsale encuentra las grietas en la armadura de Rachel. Farmiga va tan profundamente en su personaje que puedes sentir sus terminaciones nerviosas. Y Alda es simplemente magnífico como un abogado cuya vanidad sobre su diseñador de vestuario apenas le prepara para su argumento de principios para el Tribunal Supremo. Lurie también convenció a Floyd Abrams, quien representó a Miller en la corte, para interpretar al juez de primera instancia, y al consejero astuto quien roba cada escena en que él está. Nothing but the Truth está en el infierno de distribución, que significa que deberías buscar. Vale la pena la molestia. Lurie ha creado un tipo diferente de thriller, uno con mente y un corazón».
Al examinar el lanzamiento en DVD, Roger Ebert de Chicago Sun-Times galardonó la película 3½ de cuatro estrellas y lo llamó «una película finamente elaborada de personas e ideas, de la especie más común antes de que la corriente de la película se convirtiera en una fábrica de embutidos. Respeta la inteligencia de la película, contiene drama real, lo que gana su suspenso, y tiene un punto que hacer».

## Lanzamiento en DVD
Sony Pictures Home Entertainmente lanzó la película en DVD el 28 de abril de 2009. Es en formato de pantalla ancha con una pista de audio en inglés y subtítulos. Las características principales incluyen comentarios del guionista/director Rod Lurie y el productor Marc Frydman, The Truth Hurts: The Making of Nothing but the Truth, y ocho escenas eliminadas.